# Cieszanów
Cieszanów (pronunciación polaca: [t͡ɕeˈʂanuf]; ucraniano: Тішанів Tishaniv, Цішанів Tsishaniv o Чесанів Chesaniv; yidis: ציעשאנאָוו-Tsyeshanov) es una ciudad polaca, capital del municipio homónimo en el distrito de Lubaczów del voivodato de Subcarpacia. En 2006 tenía una población de 1899 habitantes.
Se conoce la existencia de la localidad desde 1496. En 1590, Segismundo III Vasa le otorgó el Derecho de Magdeburgo. En el siglo XVII la ciudad fue atacada y quemada en tres ocasiones: por los cosacos durante la Rebelión de Jmelnytsky en 1646, por los suecos durante El Diluvio en 1656 y por los tártaros de Crimea en 1672. Tras finalizar la guerra polaco-turca (1672-1676), Juan III Sobieski confirmó en 1681 los derechos urbanos de la localidad para promover su reconstrucción. Después de la partición de 1772, se integró en territorio del Imperio Habsburgo hasta 1918; durante ese tiempo pasó a ser una cabecera distrital del reino de Galitzia y Lodomeria. Tras un gran desarrollo en el siglo XIX, en la Primera Guerra Mundial fue quemada por los rusos y la cabecera distrital pasó a Lubaczów. Hasta la Segunda Guerra Mundial fue un importante shtetl, estando la mitad de la población local formada por judíos en los censos anteriores.
Se ubica unos 10 km al norte de la capital distrital Lubaczów, cerca del límite con el voivodato de Lublin.
En 1921 había 929 judíos en Cieszanów. Durante la Segunda Guerra Mundial y el Holocausto, todos menos unos pocos murieron de hambre y enfermedades en Cieszanów o fueron asesinados en el campo de exterminio de Belzec.